# Alexandre de Berny
Pour les articles homonymes, voir Berny.
Lucien Charles Alexandre de Berny est un fondeur de caractères typographiques né à Neuilly-sur-Seine le 13 février 1809 et mort à Montmorency le 15 juin 1881. Il se consacra au sauvetage d'une partie de l'imprimerie d'Honoré de Balzac.
Madame de Berny, sa mère, était alors amenée à régler les dettes contractées par la gestion malheureuse de Balzac ; elle fit entrer son fils dans la nouvelle entreprise de fonderie de caractères Laurent, Balzac, et Barbier qui devint florissante sous la direction d'Alexandre de Berny.
Avec son fils adoptif, Charles Tuleu, qu'il instruisit des techniques de création, de gravure et de fonderie, Alexandre de Berny mena l'affaire de main de maître.
En 1921, Girard succéda à Tuleu, la fonderie de caractère devenant alors Girard et Cie jusqu'en 1923, date à laquelle fut créée l’entreprise Deberny et Peignot, qui devait durer jusqu'en 1970.
Proche de Suzanne Voilquin et Charles Joseph Lambert, Alexandre de Berny était également saint-simonien; il fut l'un des organisateurs des retraites ouvrières et il institua, après Leclaire, la participation du personnel aux bénéfices.